# DFB-Pokal (Frauen)
Der DFB-Pokal der Frauen ist der Fußball-Pokalwettbewerb für deutsche Frauenfußball-Vereinsmannschaften. Er wird jährlich vom Deutschen Fußball-Bund (DFB) veranstaltet und ist nach dem Gewinn der deutschen Meisterschaft der wichtigste Titel im nationalen Frauen-Vereinsfußball.
Über die Geschichte des Frauenpokals in der DDR damals bis zur Wiedervereinigung siehe unter Frauenfußball in der DDR.

## Geschichte
| Saison    | DFB-Pokalsieger              |
| --------- | ---------------------------- |
| 1980/81   | SSG 09 Bergisch Gladbach     |
| 1981/82   | SSG 09 Bergisch Gladbach (2) |
| 1982/83   | KBC Duisburg                 |
| 1983/84   | SSG 09 Bergisch Gladbach (3) |
| 1984/85   | FSV Frankfurt                |
| 1985/86   | TSV Siegen                   |
| 1986/87   | TSV Siegen (2)               |
| 1987/88   | TSV Siegen (3)               |
| 1988/89   | TSV Siegen (4)               |
| 1989/90   | FSV Frankfurt (2)            |
| 1990/91   | Grün-Weiß Brauweiler         |
| 1991/92   | FSV Frankfurt (3)            |
| 1992/93   | TSV Siegen (5)               |
| 1993/94   | Grün-Weiß Brauweiler (2)     |
| 1994/95   | FSV Frankfurt (4)            |
| 1995/96   | FSV Frankfurt (5)            |
| 1996/97   | Grün-Weiß Brauweiler (3)     |
| 1997/98   | FCR Duisburg                 |
| 1998/99   | 1. FFC Frankfurt             |
| 1999/2000 | 1. FFC Frankfurt (2)         |
| 2000/01   | 1. FFC Frankfurt (3)         |
| 2001/02   | 1. FFC Frankfurt (4)         |
| 2002/03   | 1. FFC Frankfurt (5)         |
| 2003/04   | 1. FFC Turbine Potsdam       |
| 2004/05   | 1. FFC Turbine Potsdam (2)   |
| 2005/06   | 1. FFC Turbine Potsdam (2)   |
| 2006/07   | 1. FFC Frankfurt (6)         |
| 2007/08   | 1. FFC Frankfurt (7)         |
| 2008/09   | FCR Duisburg (2)             |
| 2009/10   | FCR Duisburg (3)             |
| 2010/11   | 1. FFC Frankfurt (8)         |
| 2011/12   | FC Bayern München            |
| 2012/13   | VfL Wolfsburg                |
| 2013/14   | 1. FFC Frankfurt (9)         |
| 2014/15   | VfL Wolfsburg (2)            |
| 2015/16   | VfL Wolfsburg (3)            |
| 2016/17   | VfL Wolfsburg (4)            |
| 2017/18   | VfL Wolfsburg (5)            |
| 2018/19   | VfL Wolfsburg (6)            |
| 2019/20   | VfL Wolfsburg (7)            |
| 2020/21   | VfL Wolfsburg (8)            |
| 2021/22   | VfL Wolfsburg (9)            |
| 2022/23   | VfL Wolfsburg (10)           |
| 2023/24   | VfL Wolfsburg (11)           |
| 2024/25   | FC Bayern München (2)        |

Der DFB-Pokal der Frauen wurde zur Saison 1980/81 erstmals ausgespielt. Da es zum damaligen Zeitpunkt noch keine Bundesliga gab, nahmen die Sieger der Landespokale teil. Bei der ersten Austragung wurden das Achtel-, Viertel- und Halbfinale in Hin- und Rückspiel ausgetragen. Erster Pokalsieger wurde am 2. Mai 1981 im Stuttgarter Neckarstadion die damals alles beherrschende Mannschaft der SSG 09 Bergisch Gladbach mit einem 5:0 über den ersten deutschen Frauenmeister TuS Wörrstadt. Doris Kresimon erzielte dabei alleine drei Tore. Bergisch Gladbach konnte 1982 seinen Titel durch einen 3:0-Sieg über den VfL Wittekind Wildeshausen verteidigen. Zwischen 1986 und 1989 schrieb der TSV Siegen mit vier Pokalsiegen in Folge Geschichte. Es sollte über ein Jahrzehnt dauern, bis diese Rekordmarke verbessert wurde.
1990/91 wurde der Pokal letztmals nur von den Siegern der Landespokale ausgespielt. Im Zuge der Einführung der Frauen-Bundesliga und der deutschen Wiedervereinigung wurde das Teilnehmerfeld ausgedehnt. Künftig waren die Bundesligisten automatisch für den Pokalwettbewerb qualifiziert. Darüber hinaus wurden ab 1992 ausschließlich Schiedsrichterinnen eingesetzt. Gertrud Regus leitete als erste Frau das Pokalfinale. In den folgenden Jahren teilten sich Grün-Weiß Brauweiler und der FSV Frankfurt die Pokaltitel unter sich auf.
Das Pokalfinale von 1998 zwischen dem FCR Duisburg und dem FSV Frankfurt (6:2) gilt unter vielen Frauenfußballfans als das beste Finale aller Zeiten. Inka Grings erzielte alleine drei Tore und sorgte somit für den ersten Titelgewinn ihres Vereins. Nach dem Duisburger Triumph begann die große Ära des 1. FFC Frankfurt. Fünfmal in Folge gewannen die Praunheimerinnen den Pokal und blieben in dieser Zeit 29 Pokalspiele in Folge ohne Niederlage. Abgesehen vom klaren 5:0-Sieg über den Hamburger SV 2002 konnte der FFC immer nur knapp und teilweise auch glücklich gewinnen. 2003 hielt der FCR 2001 Duisburg lange mit und verlor schließlich in der Nachspielzeit durch ein unglückliches Eigentor von Martina Voss.
Entthront wurde der 1. FFC Frankfurt vom Erzrivalen 1. FFC Turbine Potsdam, der die Endspiele von 2004 bis 2006 für sich entscheiden konnte. Der Gegner hieß jedes Mal 1. FFC Frankfurt. Die Frankfurterinnen sicherten sich 2007 wieder den Pokalsieg, Titelverteidiger Potsdam war bereits in der zweiten Runde gegen den späteren Finalisten Duisburg ausgeschieden. Das Pokalfinale 2008 gewann der 1. FFC Frankfurt mit 5:1 gegen die Mannschaft aus Saarbrücken. In den Jahren 2009 und 2010 setzten sich jeweils die Duisburgerinnen durch: zunächst gewannen sie bei der letzten Austragung in Berlin mit dem Rekordergebnis von 7:0 gegen Turbine Potsdam, im Jahr darauf dann bei der Premiere in Köln mit 1:0 gegen den letzten ostdeutschen Frauenfußballmeister FF USV Jena, wobei hier mit 26.282 Zuschauern ein Europarekord für nationale Vereinsspiele aufgestellt wurde. Nachdem 2011 der 1. FFC Frankfurt das Pokalfinale gewonnen hatte, konnten sich in den beiden darauffolgenden Jahren der FC Bayern München und der VfL Wolfsburg neu in die Siegerliste eintragen. Nach einem erneuten Frankfurter Erfolg im Jahr 2014 holte Wolfsburg von 2015 bis 2024 zehnmal in Folge den Pokal.

## Regelwerk
Alle Spiele im DFB-Pokal werden über eine reguläre Spielzeit von 2 × 45 Minuten ausgetragen. Der Sieger eines Spiels zieht in die nächste Runde ein. Steht es nach der regulären Spielzeit Unentschieden, wird das Spiel um 2 × 15 Minuten verlängert. Steht es auch nach der Verlängerung noch remis, wird der Sieger in einem Elfmeterschießen ermittelt. Die zeitweilig bei anderen Wettbewerben geltenden Modi Golden Goal und Silver Goal wurden im DFB-Pokal bislang nicht angewandt. Im Finale folgte bei einem Unentschieden, anders als bei den Männern, bislang sofort das Elfmeterschießen. Seit das Frauen-Finale von dem der Männer abgekoppelt ist und als eigenständige Veranstaltung in Köln ausgetragen wird, ist bei unentschiedenem Spielstand nach 90 Minuten wieder eine Verlängerung vorgesehen.
Bis 1991 wurde bei einem Unentschieden nach Verlängerung zunächst kein Elfmeterschießen durchgeführt, sondern ein Wiederholungsspiel angesetzt. Dabei kehrte sich das Heimrecht um. Erst wenn es auch im Wiederholungsspiel nach Verlängerung unentschieden stand, kam es zum Elfmeterschießen. Da die Ansetzung von Wiederholungsspielen immer wieder zu Terminproblemen führte, wurde der Modus ab der Saison 1991/92 geändert.

### Teilnehmer
Für den Wettbewerb startberechtigt sind die 26 Vereine der 1. und 2. Bundesliga, mit Ausnahme der jeweiligen zweiten Mannschaften, die seit 2005 nicht mehr teilnahmeberechtigt sind, sowie die fünf Aufsteiger zur 2. Bundesliga der abgelaufenen Saison. Dazu kommen die 21 Pokalsieger aus den Landesverbänden des DFB, sofern sie nicht in die 2. Bundesliga aufgestiegen sind. In diesem Fall tritt in der Regel der jeweilige Pokalfinalist an. Wird die zweite Mannschaft eines Bundesligisten Landespokalsieger, darf auch in diesem Fall der Pokalfinalist nachmelden.

### Auslosung
Die Paarungen werden vor jeder Runde ausgelost. In der ersten Runde werden nur so viele Partien ausgelost, wie es erforderlich ist, um das Teilnehmerfeld auf 32 Mannschaften zu reduzieren. Die übrigen Vereine erhalten ein Freilos. Die erforderliche Anzahl an Freilosen wird vor Beginn der Auslosung an die in der Abschlusstabelle bestplatzierten Vereine der Frauen-Bundesliga verteilt.
Die erste, zweite und dritte Runde werden getrennt in regional ausgelosten Gruppen gespielt. Die Zuteilung der qualifizierten Vereine zu diesen Gruppen erfolgt durch den DFB-Ausschuss für Frauenfußball nach geographischen Gesichtspunkten. Der DFB-Ausschuss für Frauenfußball kann zwei oder vier Gruppen festlegen, wobei er in der dritten Runde auf die Festlegung von Gruppen verzichten kann.
Innerhalb der ausgelosten Gruppen wird in der ersten, zweiten und dritten Runde aus zwei getrennten Töpfen gelost, die die qualifizierten Mannschaften der Frauen-Bundesliga und 2. Frauen-Bundesliga bzw. die Mannschaften aus den Landesverbänden enthalten. Dabei gilt der Status im Spieljahr des auszulosenden Wettbewerbs. Die Vereine aus den Landesverbänden haben in der ersten, zweiten und dritten Runde bei Spielen gegen Frauen-Bundesliga-Mannschaften Heimrecht.

### Endspiel
Das Endspiel fand seit der ersten Austragung bis einschließlich 2009 (seit 1985 im Olympiastadion Berlin) grundsätzlich vor dem Finale des Männerwettbewerbs statt. Einzige Ausnahme war das Jahr 1983, als das Finale der Frauen in Frankfurt am Main, das der Männer hingegen in Köln gespielt wurde. Seit 2010 wird das Finale, getrennt vom
Finale der Männer, im Kölner Rheinenergiestadion ausgetragen.
Auch wenn die Prämien für die Vereine deutlich unter denen des DFB-Pokal der Männer liegen, ist die Teilnahme für die beteiligten Vereine attraktiv, da das Spiel im Fernsehen live übertragen wird (Saison 2023/24 1,81 Millionen TV-Zuschauer) und die Zuschauerkulisse im Stadion (2022/23 und 2023/24 jeweils ausverkauft) die durchschnittliche Zuschauerzahl bei Bundesligapartien übertrifft. Zur Saison 2024/25 verdoppelte der DFB die Prämien für die beteiligten Vereine. So erhält das Team der Siegerinnen für das Finale 150.000 Euro, das unterlegene Team 100.000 Euro. Sollte das siegreiche Team aus der Frauen-Bundesliga (die erste in der zweiten Hauptrunde einsteigen) kommen, ergibt sich somit insgesamt eine Prämie von 317.000 Euro. Zum Vergleich: nur für das Finale erhält das siegreiche Team bei den Männern bereits 4,32 Millionen Euro, zusammen mit den Prämien für die fünf Vorrunden erhält der DFB-Pokalsieger der Männer in Summe 10,81 Millionen Euro vom DFB. Das DFB-Pokalfinale der Männer kam in der Saison 2023/24 auf 7,81 Millionen Zuschauer.
Hinsichtlich des Austragungsortes wurde immer wieder darüber diskutiert, ob das Finale des Frauenpokals als eigenständige Veranstaltung durchgeführt werden solle. Peter Peters, der Geschäftsführer des FC Schalke 04, brachte Anfang 2007 die Veltins-Arena in Gelsenkirchen als Austragungsort des Frauenfinals ins Gespräch. Er begründete seinen Vorschlag damit, dass das Frauenfinale nur ein „Anhängsel“ des Männerfinals sei und sich endlich emanzipieren müsse. Peters’ Vorschlag stieß bei den Verantwortlichen der Bundesligisten auf Ablehnung. Ferdinand Seidelt, Präsident des FCR 2001 Duisburg, warf Peters vor, nur Geschäftsinteressen vorzubringen. Unter den Fans liefen ebenfalls kontroverse Diskussionen über dieses Thema, wobei sich die meisten für ein Verbleiben in Berlin aussprachen. Trotzdem schrieb der DFB das Frauenfinale im April 2009 öffentlich aus. Im Dezember 2009 wurde das Rheinenergiestadion in Köln als Austragungsort des Endspiels 2010 präsentiert, das seitdem als ständiger Austragungsort beibehalten wurde. Den Siegerinnen wurde am 15. Mai 2010 auch ein neuer Pokal überreicht.
Am 23. April 2025 gaben der DFB, die Stadt Köln und die Kölner Sportstätten GmbH auf einer Pressekonferenz bekannt, dass das Endspiel mit dem damit verbundene Fan- und Familienfest auf den Stadion-Vorwiesen fünf weitere Jahre bis 2030 in Köln stattfinden werde.

### Internationale Qualifikation
Im Gegensatz zum Männerwettbewerb zieht der Sieg im DFB-Pokal der Frauen keine Qualifikation für die UEFA Women’s Champions League (bis 2009: UEFA Women’s Cup) nach sich.

### Trophäen
In den ersten Jahren des Wettbewerbs gab es noch keinen eigentlichen Pokal zu gewinnen; der Pokalsieger erhielt eine aus Silber gefertigte Dokumentenrolle mit einem Lorbeerzweig. Diese Trophäe wurde von Adolf Kunesch entworfen.
Seit 1994 gibt es auch für die Frauen einen „richtigen“ Pokal wie bei den Männern; entworfen wurde die Trophäe ebenfalls von Adolf Kunesch. Der Pokal ist aus Silber und 45 cm hoch, sein Materialwert liegt bei 10.000 Euro. Er wiegt drei Kilogramm und hat ein Fassungsvermögen von vier Litern. Der Pokal ist aus zwei in sich greifenden Halbschalen geformt, die durch neun grünblaue Schmucksteinpaletten aus Chrysokoll verziert sind. Auf der Rückseite des Pokals wurden die Namen der Pokalsieger eingraviert: insgesamt 16 Mannschaften sind hier verewigt, zuletzt die Siegerinnen von 2009.
Seit 2010 wird eine neue Trophäe an den Pokalsieger vergeben. Diesen Pokal, der 60 Zentimeter hoch und elf Kilogramm schwer ist, entwarf der Schweizer Designer Thomas Hug. Auf dem Sockel sind, um die Tradition aufzuzeigen, die bisherigen Pokalsieger seit 1980 eingraviert; auf der Spitze des Pokals befindet sich ein Ball, der das in Email eingelegte Logo des Deutschen Fußball-Bundes enthält. Produziert wurde der aus Messing gefertigte Pokal von der Mailänder Firma G.D.E. Bertoni. Der materielle Wert der Trophäe liegt bei 30.000 Euro.

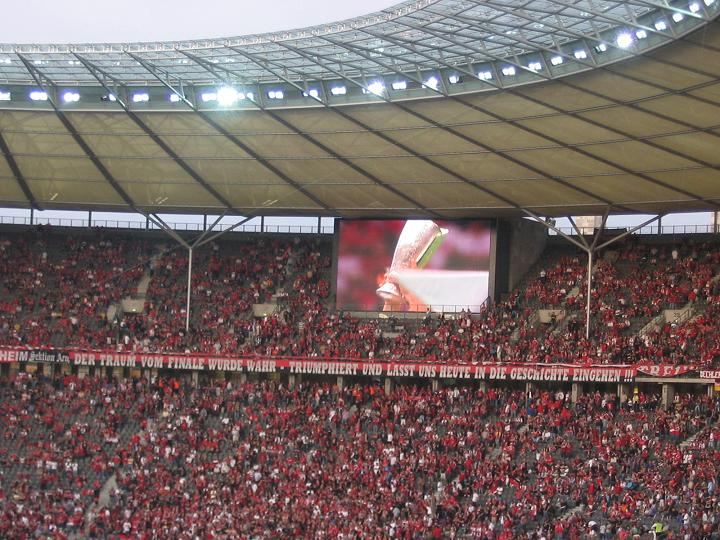
Der bis 2010 vergebene Pokal (auf der Großbildleinwand zu sehen)
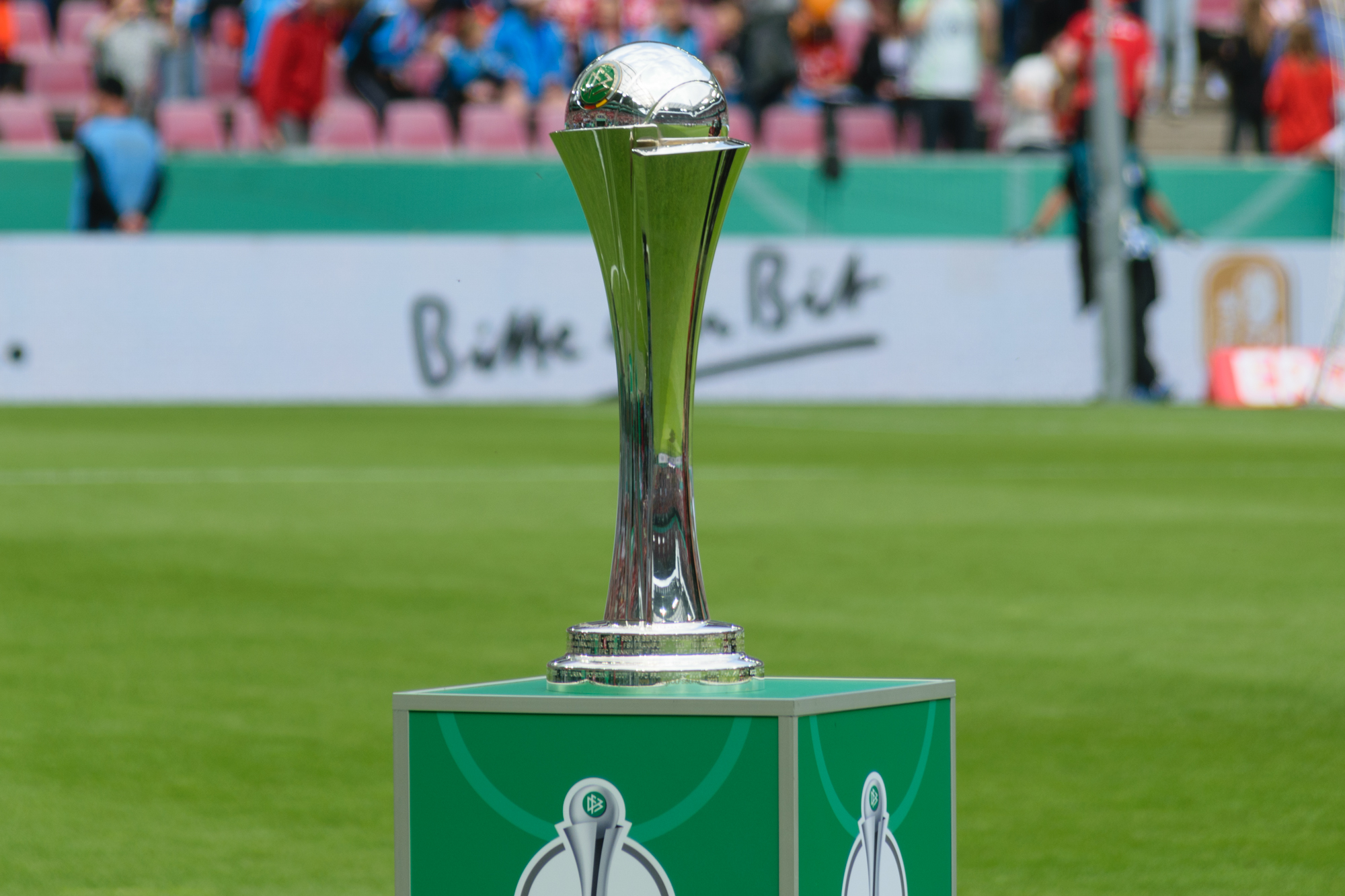
Der aktuelle Pokal

## Pokalendspiele und Pokalsieger
| Rang | Verein                             | Siege | Finalt. |
| ---- | ---------------------------------- | ----- | ------- |
| 01   | VfL Wolfsburg 1                    | 11    | 12      |
| 02   | 1. FFC Frankfurt                   | 09    | 14      |
| 03   | TSV Siegen                         | 05    | 10      |
| 04   | FSV Frankfurt                      | 05    | 08      |
| 05   | 1. FFC Turbine Potsdam             | 03    | 07      |
| 06   | FCR 2001 Duisburg                  | 03    | 06      |
| 07   | SSG 09 Bergisch Gladbach           | 03    | 04      |
| 07   | Grün-Weiß Brauweiler               | 03    | 04      |
| 09   | FC Bayern München                  | 02    | 06      |
| 10   | KBC Duisburg                       | 01    | 02      |
| 11   | SC Sand                            | 0–    | 02      |
| 11   | SC Freiburg                        | 0–    | 02      |
| 11   | SGS Essen                          | 0–    | 02      |
| 14   | FFC Flaesheim-Hillen               | 0–    | 01      |
| 14   | Hamburger SV                       | 0–    | 01      |
| 14   | FF USV Jena                        | 0–    | 01      |
| 14   | STV Lövenich                       | 0–    | 01      |
| 14   | FC Eintracht Rheine                | 0–    | 01      |
| 14   | 1. FC Saarbrücken                  | 0–    | 01      |
| 14   | SC Klinge Seckach                  | 0–    | 01      |
| 14   | VfL Wittekind Wildeshausen         | 0–    | 01      |
| 14   | TuS Wörrstadt                      | 0–    | 01      |
| 14   | SV Werder Bremen                   | 0–    | 01      |
|      | 1 1984 als VfR Eintracht Wolfsburg |       |         |

In der Geschichte des DFB-Pokals der Frauen errangen zehn verschiedene Vereine den Titel. Erfolgreichster Verein ist der VfL Wolfsburg mit elf Titeln, davon zehn in Folge von 2015 bis 2024. Es folgen der 1. FFC Frankfurt mit neun sowie der FSV Frankfurt und der TSV Siegen (heute Sportfreunde Siegen) mit jeweils fünf Titeln.
Acht Mannschaften haben den Pokal als Teil des Doubles aus Pokalsieg und Meisterschaft gewonnen. Dem 1. FFC Frankfurt gelang dies sechsmal (1999, 2001, 2002, 2003, 2007 und 2008), davon dreimal in Folge. Ebenfalls sechsmal – davon viermal in Folge – holte der VfL Wolfsburg (2013, 2017–2020, 2022), dreimal die SSG Bergisch Gladbach (1981, 1982, 1984) und zweimal der 1. FFC Turbine Potsdam (2004, 2006) das Double. Je einmal schafften dies der TSV Siegen (1987), der FSV Frankfurt (1995), Grün-Weiß Brauweiler (1997) und der FC Bayern München (2025).
Mit dem 1. FFC Frankfurt (2002, 2008) und dem VfL Wolfsburg (2013) gewannen bisher zwei Vereine das Triple aus Meisterschaft, Pokalsieg und Champions League.
Der TSV Siegen dominierte von 1986 bis 1995 den DFB-Pokal; bei insgesamt neun Endspielteilnahmen wurde fünf Mal der Titel geholt. Der 1. FFC Frankfurt war von 1999 bis 2012 zwölf Mal im Finale und gewann dieses achtmal. Von 2004 bis 2006 konnte der 1. FFC Turbine Potsdam drei Mal in Folge den Pokal gewinnen.
FSV Frankfurt, FC Bayern München, Hamburger SV und VfL Wolfsburg sind die einzigen Vereine, die sowohl bei den Männern als auch bei den Frauen das Finale erreichen konnten, von denen der FC Bayern München und der VfL Wolfsburg bei den Frauen und Männern den Pokal gewinnen konnte.

## Pokalüberraschungen
Ähnlich wie im Männerwettbewerb kommt es regelmäßig zu Pokalüberraschungen. Auch wenn solche Sensationen eher selten sind, scheiden regelmäßig Erst- und Zweitligisten gegen Vereine aus unteren Ligen aus.
Die erste große Sensation gelang 1983 Tennis Borussia Berlin, das in der ersten Runde den amtierenden Meister und Pokalsieger SSG 09 Bergisch Gladbach mit 3:1 aus dem Wettbewerb warf. Bergisch Gladbach revanchierte sich dafür im Meisterschaftsfinale mit einem 6:0-Sieg. Bayern München beendete im Achtelfinale 1990 die Siegesserie des TSV Siegen durch einen Erfolg im Wiederholungsspiel durch Elfmeterschießen.
Zur größten Pokalsensation kam es 1991, als der Regionalligist Grün-Weiß Brauweiler in allen vier Runden einen Bundesligisten schlug. Im Finale setzte sich die Mannschaft, in der die späteren Nationalspielerinnen Silke Rottenberg und Bettina Wiegmann standen, gegen den amtierenden deutschen Meister TSV Siegen mit 1:0 durch und ist bis heute der einzige Zweitligist, der den Pokal gewinnen konnte. In der gleichen Saison gelang Brauweiler der Aufstieg in die Bundesliga. Damit ist der Erfolg mit dem (Männer-)Pokalsieg von Kickers Offenbach von 1970 vergleichbar.
Die letzte große Überraschungsmannschaft war 1999 der damalige Zweitligist Hertha Zehlendorf. Auf dem Weg ins Halbfinale schalteten die Berlinerinnen die Erstligisten Grün-Weiß Brauweiler und den 1. FC Saarbrücken aus, bevor der 1. FFC Frankfurt im Halbfinale die Oberhand behielt.
Anfang der 2000er Jahre sorgte der Hamburger SV für mehrere Überraschungen. 2001 warf der damalige Regionalligist den amtierenden deutschen Meister FCR Duisburg mit 2:1 nach Verlängerung aus dem Wettbewerb. Ein Jahr später erreichten die HSV-Frauen, inzwischen selbst Vertreter der Bundesliga, aber bereits als Absteiger feststehend, das Pokalfinale. In der 1. Runde des DFB-Pokals 2002/03 stellte der HSV – nun wieder Regionalligist – dem amtierenden Vizemeister 1. FFC Turbine Potsdam ein Bein.
Am 19. Oktober 2008 beendete der FC Bayern München mit einem 1:0 gegen den 1. FFC Frankfurt dessen zehnjährige Serie an Finalteilnahmen.
2023 erreichte mit RB Leipzig erstmals seit der Saison 2019/20 wieder ein Zweitligist das Halbfinale. Auf dem Weg dahin wurden u. a. die Bundesligisten Eintracht Frankfurt und SGS Essen aus dem Wettbewerb geworfen.

## Torschützenköniginnen seit 2009
| Saison                                             | Spielerin                                                                                                 | Verein                                                                            | Tore |
| -------------------------------------------------- | --- | --------------------------------------------------------------------------------- | ---- |
| 2008/09                                            | Melanie Hoffmann Anja Mittag Christine Veth                                                               | SGS Essen 1. FFC Turbine Potsdam SC Sand                                          | 5    |
| 2009/10                                            | Genoveva Añonma                                                                                           | FF USV Jena                                                                       | 8    |
| 2010/11                                            | Genoveva Añonma                                                                                           | FF USV Jena                                                                       | 10   |
| 2011/12                                            | Alexandra Popp                                                                                            | FCR 2001 Duisburg                                                                 | 10   |
| 2012/13                                            | Conny Pohlers                                                                                             | VfL Wolfsburg                                                                     | 8    |
| 2013/14                                            | Isabelle Meyer                                                                                            | SC Sand                                                                           | 7    |
| 2014/15                                            | Pauline Bremer                                                                                            | 1. FFC Turbine Potsdam                                                            | 8    |
| 2015/16                                            | Nina Burger                                                                                               | SC Sand                                                                           | 8    |
| 2016/17                                            | Nina Burger Annabel Jäger                                                                                 | SC Sand Arminia Bielefeld                                                         | 5    |
| 2017/18                                            | Linda Dallmann Sarah Grünheid Jana Vojteková                                                              | SGS Essen Arminia Bielefeld SC Sand                                               | 4    |
| 2018/19                                            | Pernille Harder Zsanett Jakabfi Sarah Grünheid Giulia Gwinn Sandra Starke Julia Matuschewski Nicole Billa | VfL Wolfsburg Arminia Bielefeld SC Freiburg 1. FC Saarbrücken TSG 1899 Hoffenheim | 5    |
| 2019/20                                            | Sarah Grünheid                                                                                            | Arminia Bielefeld                                                                 | 8    |
| 2020/21                                            | Nina Heisel Stefanie Sanders                                                                              | SV 67 Weinberg SC Freiburg                                                        | 8    |
| 2021/22                                            | Dóra Zeller Selina Cerci Jovana Damnjanović                                                               | Bayer 04 Leverkusen 1. FFC Turbine Potsdam FC Bayern München                      | 5    |
| 2022/23                                            | Alexandra Popp                                                                                            | VfL Wolfsburg                                                                     | 5    |
| 2023/24                                            | Jule Brand Vivien Endemann                                                                                | VfL Wolfsburg                                                                     | 5    |
| 2024/25                                            | Lea Schüller Nina Lange                                                                                   | FC Bayern München VfL Bochum                                                      | 5    |
| DFB-Pokal-Sieger der jeweiligen Saison Rekordmarke | |                                                                                   |      |

## Rekorde
Die längste Siegesserie in aufeinander folgenden Pokalspielen hält der VfL Wolfsburg. Von 2014 bis 2025 gewannen die Wolfsburgerinnen 52 Spiele in Folge und konnten damit zehnmal in Folge den Pokal gewinnen. 
Die höchsten Siege der Pokalgeschichte sind die beiden 20:0 und ein 23:0. Im Pokal 2001/02 gewann der 1. FFC Frankfurt mit 20:0 beim Karlsruher SC, zwei Jahre später wiederholte der FFC Heike Rheine dieses Ergebnis im Erstrundenspiel beim FC Oberneuland. Einen neuen Rekordsieg erzielte der  FC Ingolstadt 04 bei seinem Playoff-Runden-Sieg bei den Saalfeld Titans im Pokal 2025/26. Insgesamt 111 Mal (bis einschließlich Playoff-Runde der Saison 2025/26) kam es zu einem zweistelligen Sieg.
Der Eintracht Frankfurt (1. FFC Frankfurt) hält zwei Bestmarken hinsichtlich der Pokalendspiele: 14-mal erreichten die Frankfurterinnen das Finale. Von 1999 bis 2008 gelangen ihnen zehn Teilnahmen am Stück (davon sieben gewonnen); der VfL Wolfsburg hat diesen Rekord 2024 eingestellt (2015–2024, alle gewonnen).
Der höchste Finalsieg gelang 2009 dem FCR 2001 Duisburg, der den 1. FFC Turbine Potsdam mit 7:0 besiegte.
Der aktuelle Besucherrekord von 57.000 Zuschauern für nationale Pokal- und Vereinsspiele der Frauen wurde bei dem am 23. März 2025 ausgetragenen Halbfinale des DFB-Pokals 2024/25 zwischen dem Hamburger SV und Werder Bremen aufgestellt.